# The Best of Michael Jackson
The Best of Michael Jackson è una raccolta del cantante statunitense Michael Jackson, pubblicata nel 1975 dalla Motown. L'album vendette 2,2 milioni di copie nel mondo.

## Tracce

### Scaletta originale
1. Got to Be There – 3:19
2. Ain't No Sunshine – 4:14
3. My Girl – 3:13
4. Ben – 2:41
5. Greatest Show on Earth – 2:50
6. I Wanna Be Where You Are – 2:56
7. Happy (tema del film La signora del blues) – 3:22
8. Rockin' Robin – 2:29
9. Just a Little Bit of You – 3:15
10. One Day in Your Life – 4:10
11. Music and Me – 2:23
12. In Our Small Way – 3:42
13. We're Almost There – 3:37
14. Morning Glow – 3:32

Durata totale: 45:43

### Scaletta ristampa CD 1989
Scaletta alternativa della prima ristampa in CD del 1989.
L'album in seguito tornò ad essere distribuito con la scaletta originale.
1. Got to Be There – 3:19
2. Ben – 2:41
3. With a Child's Heart – 3:29
4. Happy (tema del film La signora del Blues) – 3:22
5. One Day in Your Life – 4:10
6. I Wanna Be Where You Are – 2:56
7. Rockin' Robin – 2:29
8. We're Almost There – 3:37
9. Morning Glow – 3:32
10. Music and Me – 2:33

Durata totale: 32:08

## Classifiche
| Classifica (1975) | Posizione raggiunta |
| ----------------- | ------------------- |
| Stati Uniti       | 156                 |
| Regno Unito       | 11                  |
| Francia           | 16                  |
| Australia         | 76                  |